# Mandevilla nevadana
Mandevilla nevadana är en oleanderväxtart som beskrevs av J.F.Morales. Mandevilla nevadana ingår i släktet Mandevilla och familjen oleanderväxter. Inga underarter finns listade i Catalogue of Life.